# Manor AG

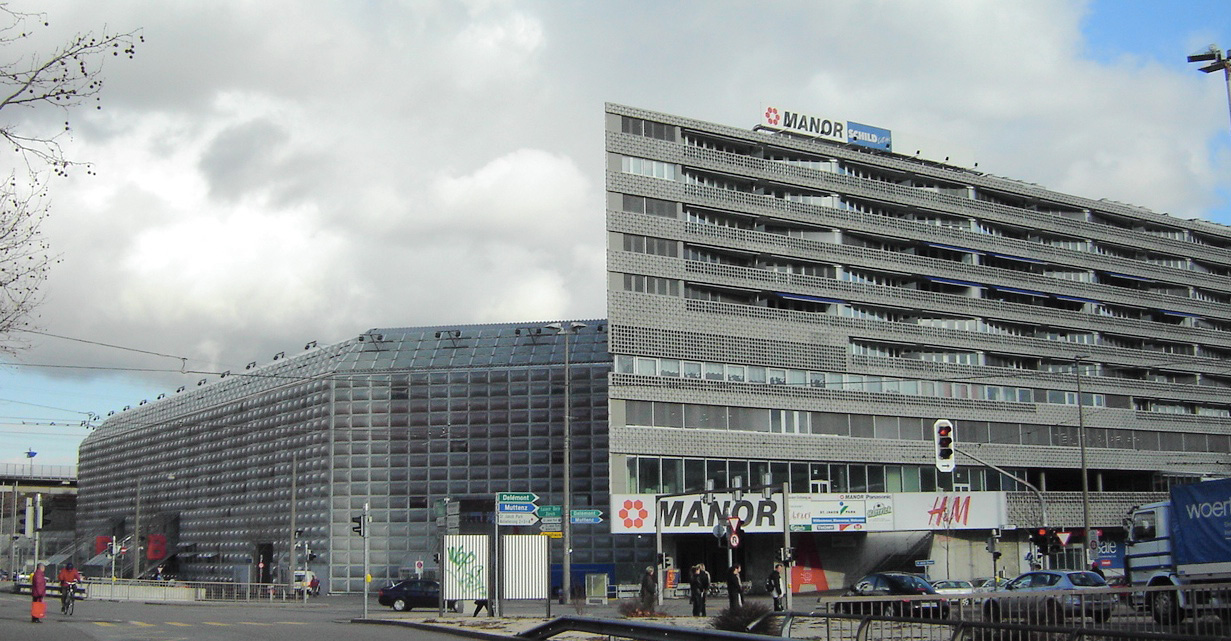
Basel: Das Manor Warenhaus im Fussballstadion St.Jakob

Die Manor AG ist die grösste Schweizer Warenhauskette und hat ihren Sitz in Basel. Sie gehört zur Manor-Gruppe (Manor Holding SA), welche wiederum  der Maus Frères Holding mit Sitz in Genf angehört.

## Zahlen und Fakten
Die Bezeichnung setzt sich aus den Familiennamen Maus und Nordmann zusammen. Dieser Name wird seit 1965 verwendet, aber erst seit September 2000 tritt die Gruppe in allen Filialen einheitlich unter diesem Namen auf. Seit 1994 sind alle zum Unternehmen gehörenden Warenhäuser der Deutschschweiz, seit September 2000 auch alle Häuser in der Westschweiz und im Tessin in Manor umbenannt. Vorher gab es zahlreiche Namen, die jeweils regional verankert waren. Dies erklärt sich aus der Geschichte der Gruppe. Bei manchen Warenhäusern waren die Gebrüder Maus zuerst nur Lieferant, oder später Minderheitsaktionär. Die ursprünglichen, lokal verankerten Familien-, Flur- oder Hausnamen der Warenhäuser blieben jahrzehntelang erhalten.
Die Manor-Warenhäuser erwirtschafteten im Jahr 2010 einen Umsatz von CHF 3,34 Mrd., 2011 3,19 Mrd. und 2012 3,0 Mrd., 2014 2,72 Mrd. und 2015 2,64 Mrd. 2018 lag der Umsatz bei gut 2,1 Mrd. CHF und 2020 fiel er unter 1,8 Mrd. CHF. 2017 gab Manor bekannt 200 Stellen abzubauen, 2020 wurde ein Abbau von 476 Stellen kommuniziert. Das Privatunternehmen publiziert traditionell keine Gewinnzahlen. Heute arbeiten rund 7900 Mitarbeiter für die Manor-Gruppe. Das Unternehmen betreibt in der Schweiz 59 Manor-Warenhäuser, 27 Manor-Food-Supermärkte sowie 23 Manora-Restaurants. Mit einem geschätzten Marktanteil von knapp 61 % ist Manor die grösste Warenhauskette in der Schweiz. Wichtige Mitbewerber sind die Magazine zum Globus, Coop-City-Warenhäuser sowie der regional aktive Loeb.

## Geschichte
Die Geschichte von Manor nimmt ihren Anfang am Ende des 19. Jahrhunderts – bezeichnend für die spätere Entwicklung des Unternehmens – im französisch- und deutschsprachigen Biel. Hier freunden sich die Brüder und Engros-Händler Ernest und Henri Maus mit ihrem Kunden, dem Detailhändler Léon Nordmann, an. 1902 eröffnen die drei Geschäftsmänner gemeinsam das Warenhaus «Léon Nordmann» an der Weggisgasse in Luzern. Es gilt als eigentliches Ursprungshaus der heutigen Unternehmensgruppe. Ermutigt durch den Erfolg in der Zentralschweiz regen die Gebrüder Maus, seit 1901 mit dem Engros-Geschäft Maus Frères in Genf domiziliert, ihre Kundschaft zur Eröffnung eigener Warenhäuser an.
Im Jahr 2006 hat Manor mit fünf weiteren Schweizer Unternehmen (Charles Vögele, Coop, Denner, Migros und Valora) die Interessengemeinschaft Detailhandel Schweiz (IG DHS) gegründet. Im Jahr 2020 ist Manor aus der IG DHS ausgetreten. 2006 bis 2017 wurde das Unternehmen von Bertrand Jungo geleitet. Per 1. Februar 2023 hat Roland Armbruster den CEO-Posten von Jérôme Gilg übernommen. Im August 2023 wurde bekannt, dass am Hauptsitz in Basel bis Ende 2024 80 Stellen abgebaut werden.
Manor ist Mitglied der Swiss Retail Federation und dort mit Roland Armbruster, dem Generaldirektor von Manor, im Vorstand vertreten.

### Anfänge
Das erste Warenhaus eröffneten die Brüder Ernest Maus und Henri Maus sowie Léon Nordmann im Jahre 1902 in Luzern unter dem Namen «Léon Nordmann». Weitere Warenhäuser unter dieser Firma folgten in Solothurn, Olten, Willisau, Emmenbrücke und Zug. Ein bereits 1892 gegründetes Warenhaus in Schwyz firmierte später ebenfalls als «Nordmann», ebenso wie «Au petit Bénéfice» in Biel. Von 1933 bis 1945 war die Expansion durch das Filialverbot gestoppt.

### Westschweiz
In Delsberg gründete 1957 Nordmann unter dem Namen «Gérard Nordmann» ein Warenhaus, das bereits ab 1964 unter dem Namen «Galeries du Jura» auftrat, bevor es 1987 in «La Placette» umbenannt wurde. Dieser Name stammt vom 1951 eröffneten Warenhaus in Lausanne, dem 1963 ein gleichnamiges in Genf folgte. C. Bladt betrieb in Payerne ein Warenhaus unter seinem Namen, später mit Filialen in Moudon und Estavayer-le-Lac. Später traten die Warenhäuser der Familie Bladt auch als Placette auf. Im Jahr 2000 änderten alle diese Häuser auf den Namen Manor. In Neuenburg hiess ein sehr kleines, heute nicht mehr bestehendes Warenhaus «Au Louvre», dasjenige von Freiburg im Üechtland «Aux trois Tours». Ebenfalls zu Manor-Warenhäusern wurden die «Galeries du Léman» in Vevey, die «Nouvelles Galeries Martin» und «Porte Neuve».

### Deutschschweiz
Ein Warenhaus «Au Louvre» wurde 1924 zum «Magazine zum Greifen» und 1926 zum «Magazine zur Rheinbrücke», dem bekanntesten Warenhaus in Basel.
Das Warenhaus Brann an der Zürcher Bahnhofstrasse wurde von Oscar Weber übernommen und unter eigenem Namen betrieben. 1984 kam es unter die Ägide der Maus Frères und bekam den dannzumal in der Ostschweiz verbreiteten Namen «Vilan». Das Gebäude gehört nicht Manor, sondern der Versicherung Swiss Life. Nach einem langjährigen Rechtsstreit über die Höhe des Mietzinses, welcher mit Stand vom September 2023 nach wie vor andauert, und einem abgelehnten Kaufangebot von Manor wurde es Ende Januar 2020 geschlossen, da sich Swiss Life durch die Vermietung von Flächen im Gebäude für Büros oder Boutiquen höhere Mieteinnahmen verspricht. Ein anderer Standort soll gesucht werden. Nach dem Auszug von Jelmoli aus der Liegenschaft der Swiss Prime Site an der Zürcher Bahnhofstrasse wird Manor dort ab voraussichtlich 2027 auf drei Stockwerken einziehen.
Unter dem Namen Vilan gab es auch Warenhäuser in Aarau, Baden, Wohlen, St. Gallen, Sargans, ab 1956 in Chur. In Buchs (SG) gab es das Warenhaus «Modern», das 1986 zu Vilan wurde. Der ehemalige Manor in Amriswil entstand aus dem Warenhaus «Schmid-Fischer» (später Bodan und Vilan; Schmid gab es auch in Uzwil).
In Liestal hiess das 1943 gegründete «Kaufhaus zum Tor»; und in Schaffhausen gründeten die Maus in einem Altstadthaus, einem ehemaligen Hotel, 1955 eine Filiale, der sie den Namen des Hauses gaben, «Kaufhaus zum Schwanen». Das «Kaufhaus Hauser» in Altdorf (UR) brannte 1995 ab und wurde nicht mehr aufgebaut. Die Familie «Keller-Ullmann» aus Rapperswil (SG) betrieb in jener Stadt ein Warenhaus, später mit Filialen in Lachen, Rüti, Wattwil und Schattdorf. Später wurden die Häuser mit «Vilan» resp. «Manor» beschriftet, gingen jedoch erst 2009 in den Besitz der Gebrüder Maus.
2018 hat Manor den Standort des Mode-Einzelhandelsunternehmens Charles Vögele in der Berner Marktgasse übernommen. Diese Liegenschaft an der Marktgasse 10 ist im Besitz der Zunftgesellschaft zu Schmieden.

Logo bis 2008

### Tessin
Im Tessin wurde die 1911 in Lugano gegründete «Innovazione» mitsamt dem Namen übernommen. Diese wurde von Marx Lévy und Ernest Maus als Kurzwarenhandlung gegründet und 1928 in eine Aktiengesellschaft umgewandelt. 1952 erfolgte die Übernahme des Warenhauses Milliet & Werner. 2000 wurden die Warenhäuser in die Manor-Kette eingegliedert; Die Innovazione SA wurde in Grandi Magazzini Manor Sud SA umbenannt, welche im Jahr 2022 von der Manor AG übernommen wurde.

### Auftritt

Logo 2008–2017

Schon früh traten die von Maus/Nordmann betriebenen oder belieferten Warenhäuser zwar mit ihren verschiedenen Namen, jedoch in gleicher Schrift auf. In den 1960er-Jahren war dies eine sich von links nach rechts neigende Schrift, später der von Manor übernommene Schriftzug mit dem roten Signet, einem Schrägstrich und anschliessend in kursiver Fettschrift der Name.
2008 hat sich Manor mit einem Rebranding ein neues Gesicht gegeben, unter anderem mit einem neuen Logo sowie dem Markenversprechen donnons du style à la vie.

Logo seit 2017

Im Mai 2017 wurde das Logo der Warenhauskette erneut angepasst. Das rote Signet des Logos, die bekannte rote Wabe, besteht nun statt aus sechs roten Sechsecken aus vier roten Tropfen. Der bisherige Slogan wurde durch Special Everyday ersetzt.

## Sortiment und Kundenkarte
Das Sortiment von Manor besteht aus Eigenmarken wie Manor Woman, Manor Man, Manor Collections, sowie aus Markenartikeln. Manor positioniert sich im mittleren Preissegment. Im September 2019 wurde Die faire Milch ins Sortiment aufgenommen. Im November 2019 hat der Online-Supermarkt Farmy.ch 130 Bio-Lebensmittel der Manor-Eigenmarke ins Sortiment aufgenommen. Im Jahr 2021 begann ein Test, um Decathlon-Artikel in Manor-Filialen zu vertreiben. Ebenso soll die Multimedia-Kette Fnac Einzug erhalten.
Die Manor-Kundenkarte myOne wurde im Jahr 2003 lanciert. Im September 2013 lancierte Manor als erste Schweizer Detailhändlerin für Inhaber der Manor-Kundenkarte ein System für mobiles Bezahlen per App. Ab Juli 2020 wurde die Manor-Kundenkarte durch eine Mastercard, welche durch die Viseca Card Services SA herausgegeben wird, ersetzt.

## Filialen
| Kanton           | Manor Warenhaus | Manor Food | Manora Restaurants | Appunto Take Away | Sanovit |
| ---------------- | --------------- | ---------- | ------------------ | ----------------- | ------- |
| Aargau           | 4               | 1          | 2                  | 1                 | 1       |
| Basel-Landschaft | 1               | 1          | 1                  | –                 | –       |
| Basel-Stadt      | 2               | 2          | 1                  | –                 | 1       |
| Bern             | 5               | 1          | 2                  | 1                 | –       |
| Freiburg         | 2               | 1          | 1                  | –                 | –       |
| Genf             | 5               | 2          | 1                  | –                 | –       |
| Graubünden       | 1               | 1          | 1                  | –                 | 1       |
| Jura             | 1               | 1          | –                  | –                 | –       |
| Luzern           | 2               | 2          | 2                  | –                 | 1       |
| Neuenburg        | 2               | 1          | 2                  | 1                 | –       |
| St. Gallen       | 6               | 3          | 3                  | –                 | –       |
| Schaffhausen     | 1               | –          | 1                  | –                 | 1       |
| Solothurn        | 1               | –          | 1                  | –                 | 1       |
| Schwyz           | 1               | –          | –                  | –                 | –       |
| Tessin           | 8               | 5          | 3                  | 4                 | 1       |
| Thurgau          | 3               | –          | –                  | –                 | –       |
| Uri              | 1               | –          | –                  | –                 | –       |
| Waadt            | 7               | 6          | 3                  | 2                 | 1       |
| Wallis           | 3               | 3          | 3                  | –                 | 2       |
| Zug              | 1               | –          | –                  | –                 | –       |
| Zürich           | 8               | –          | 2                  | 1                 | 2       |